# Blond (Alto Vienne)
 Blond  (en occitano Blom) es una localidad y comuna de Francia, en la región de Lemosín, departamento de Alto Vienne, en el distrito y cantón de Bellac. Está integrada en la Communauté de communes du Haut Limousin.

## Demografía
| 1218 | 1038 | 884 | 727 | 681 | 677 | 737 |
| Para los censos de 1962 a 1999 la población legal corresponde a la población sin duplicidades (Fuente: INSEE [Consultar]) |      |     |     |     |     |     |